# Giorgio Malan
Pour les articles homonymes, voir Malan.
Giorgio Malan est un pentathlonien italien né le 27 janvier 2000 à Turin, dans le Piémont. Il a remporté la médaille de bronze de l'épreuve masculine aux Jeux olympiques d'été de 2024, organisés à Paris.